# Bizam
Bizam ou Bezam est un village du Cameroun situé dans le département du Haut-Nyong (région de l’Est). Il appartient à la commune de Messok et au canton du Djimou-Sud (ou Zime).

## Population
En 2005, le village comptait 705 habitants, dont 394 hommes et 311 femmes.
En 1964-1965, sa population de 321 habitants était constituée de Dzimou et de 158 Pygmées.

## Ressources
Le territoire du village accueille les unités forestières d'aménagement 10 029 et 10 030, ainsi que des gisements de cobalt, de nickel et de manganèse exploités par Geovic. Comme tous les villages de la commune de Messok, il compte également des réserves de kaolin et d'argile, des rivières et des agroforêts.

## Infrastructures
En 1965, Bizam était situé sur la piste auto d'Eschiambor à Messok et à Zoulabot II.
Au début des années 2010, Bizam était l'une des cinq localités de la commune de Messok (avec Messok elle-même, Long, Koungoulou et Nkeadjinako) à être doté d'un forage hydraulique, mais celui-ci n'était pas fonctionnel.